# Bilaspur (Himachal Pradesh)
Bilaspur è una città dell'India di 13.058 abitanti, capoluogo del distretto di Bilaspur, nello stato federato dell'Himachal Pradesh. In base al numero di abitanti la città rientra nella classe IV (da 10.000 a 19.999 persone).

## Geografia fisica
La città è situata a 31° 19' 60 N e 76° 45' 0 E e ha un'altitudine di 477 m s.l.m..

## Società

### Evoluzione demografica
Al censimento del 2001 la popolazione di Bilaspur assommava a 13.058 persone, delle quali 6.956 maschi e 6.102 femmine. I bambini di età inferiore o uguale ai sei anni assommavano a 1.364, dei quali 748 maschi e 616 femmine. Infine, coloro che erano in grado di saper almeno leggere e scrivere erano 10.853, dei quali 5.920 maschi e 4.933 femmine.